# Tiglione
Il Tiglione (Tijon in piemontese) è un torrente piemontese della provincia di Asti affluente di destra del Tanaro. Dà il nome alla Comunità collinare Val Tiglione e dintorni.

## Percorso
La sua sorgente si trova nel comune di Isola d'Asti, in Valle Nabisso, vicino alla frazione Repergo. È lungo più di 23 km e bagna 9 comuni: Isola d'Asti, Vigliano d'Asti, Montegrosso d'Asti, Montaldo Scarampi, Mombercelli, Vinchio, Belveglio, Cortiglione e Masio.

## Utilizzi
Un tempo le sue acque venivano usate come fonte di energia per i mulini e per irrigare i campi. Lungo le sue sponde è prevista l'installazione di una sorta di "autostrada verde", che sarà composta da 65.000 alberi.

## Regime idrologico
Avendo per la maggior parte del suo percorso un letto limitato, il Tiglione è soggetto a frequenti piene soprattutto nei mesi in cui le piogge sono abbondanti.